# NGC 3769
NGC 3769 is een balkspiraalstelsel in het sterrenbeeld Grote Beer. Het hemelobject werd op 5 februari 1788 ontdekt door de Duits-Britse astronoom William Herschel.

## Synoniemen
- UGC 6595
- MCG 8-21-76
- ZWG 242.65
- Arp 280
- KCPG 294A
- PGC 35999